# Tupelo (Arkansas)
Tupelo é uma cidade  localizada no estado americano de Arkansas, no Condado de Jackson.

## Demografia
Segundo o censo americano de 2000, a sua população era de 177 habitantes.
Em 2006, foi estimada uma população de 165, um decréscimo de 12 (-6.8%).

## Geografia
De acordo com o United States Census Bureau, a localidade tem uma área de 0,8 km², sem área coberta por água. Tupelo localiza-se a aproximadamente 67 m acima do nível do mar.

## Localidades na vizinhança
O diagrama seguinte representa as localidades num raio de 24 km ao redor de Tupelo.